# Barrie James Wilson
B.J. Wilson (Barrie James Wilson), född 18 mars 1947 i Edmonton i Enfield i London, död 8 oktober 1990 i Eugene, Oregon, USA, var en brittisk trumslagare.
Wilson var trumslagare i den progressiva rockgruppen Procol Harum från 1967 fram tills den upplöstes 1977. Han var innan dess kort medlem i gruppen The Paramounts där andra framtida Procol Harum-medlemmar var med. Han blev medlem i gruppen strax efter att de spelat in sin genombrottslåt "A Whiter Shade of Pale", och det är således inte han som spelar trummor på låten. Hans trumspel kan dock höras på debutalbumet Procol Harum och singeln "Homburg" från samma år. Wilson var tillsammans med Gary Brooker den enda fasta medlemmen i gruppen fram till upplösningen. Han spelade sedan med Joe Cocker 1979-1984. Han medverkade också som trummis på soundtracket till kultfilmen The Rocky Horror Picture Show. Wilson avled efter en tids sjukdom 1990, ett år innan en återförening av Procol Harum kom till skott.